# Вентворт (Мисури)
Вентворт (енгл. Wentworth) град је у америчкој савезној држави Мисури.

## Демографија
По попису из 2010. године број становника је 147, што је 6 (4,3%) становника више него 2000. године.
| Група             | 2000.       | 2010.       |
| Белци             | 137 (97,2%) | 143 (97,3%) |
| Афроамериканци    | 0 (0,0%)    | 1 (0,7%)    |
| Азијати           | 0 (0,0%)    | 0 (0,0%)    |
| Хиспаноамериканци | 0 (0,0%)    | 0 (0,0%)    |
| Укупно            | 141         | 147         |